# Keerbergen

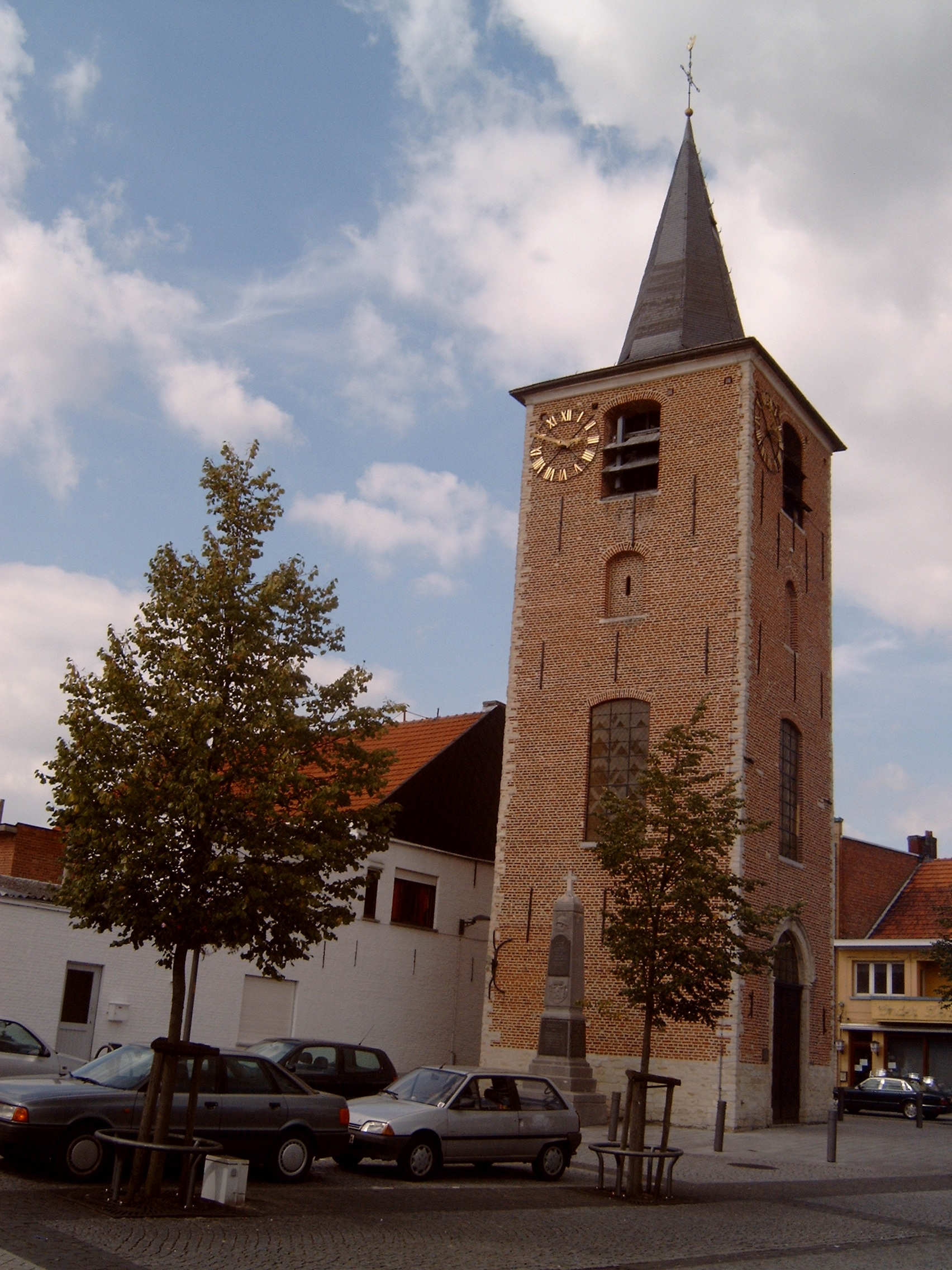
Kirche: Sint Michielskerk

Keerbergen ist eine Gemeinde im nördlichen Teil des Dijlelandes in der Provinz Flämisch-Brabant im Königreich Belgien. Diese Gemeinde in Flandern hat 13.298 Einwohner (Stand 1. Januar 2024) und liegt am nördlichen Ufer der Dijle.
Mechelen liegt 10 km nordwestlich, Löwen 15 km südlich, Brüssel 25 km südwestlich und Antwerpen 28 km nordwestlich.
Die nächsten Autobahnabfahrten befinden sich im Westen bei Weerde und Mechelen an der A 1/E 19 und im Südosten bei Aarschot und Holsbeek an der A 2.
In Haacht und Boortmeerbeek befinden sich die nächsten Regionalbahnhöfe an der Bahnlinie Mechelen-Löwen.
Der Flughafen Antwerpen ist der nächste Regionalflughafen und Brüssel National nahe der Hauptstadt ist ein internationaler Flughafen.